# Gołków

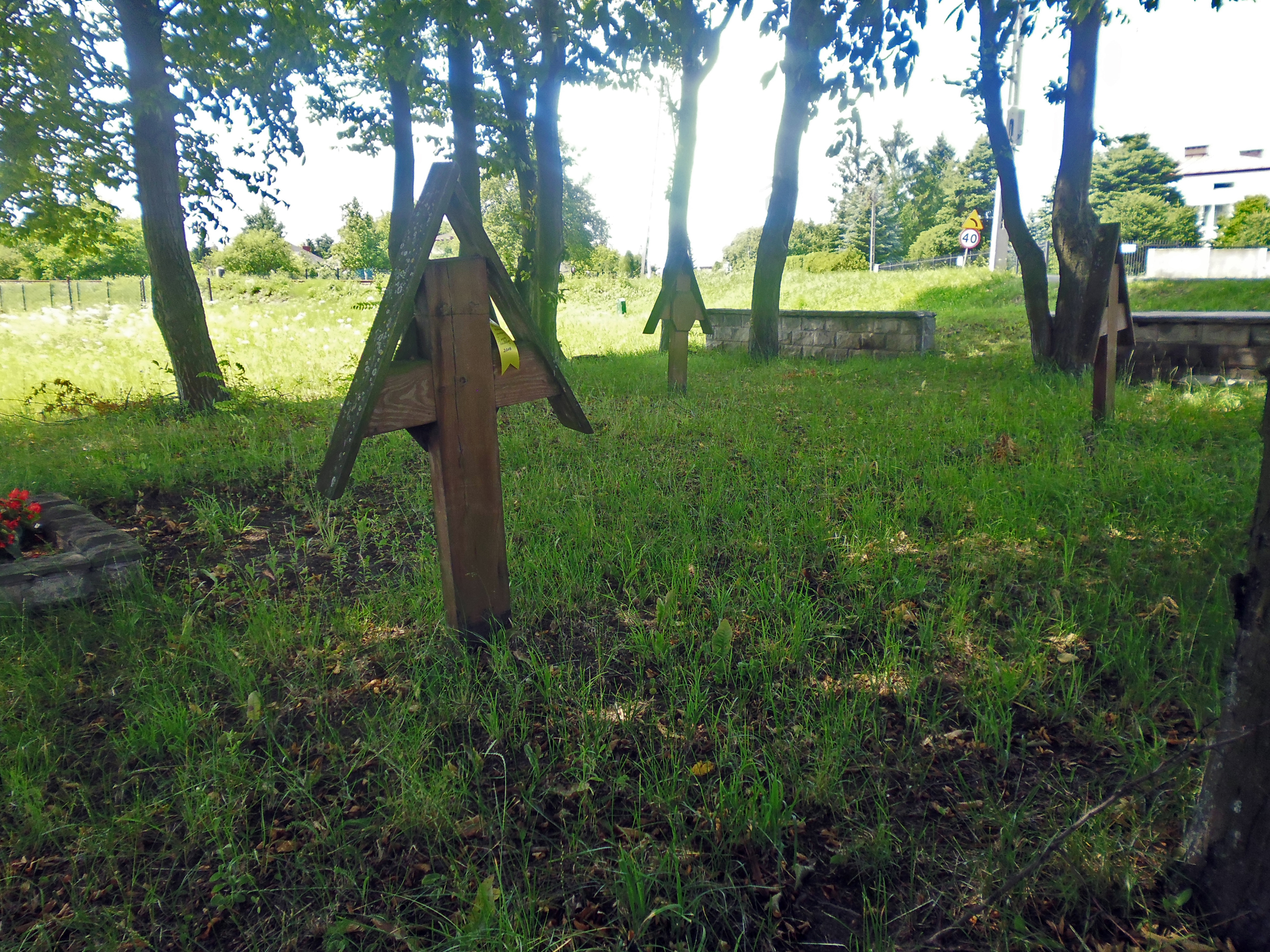
Cmentarz z I wojny światowej w Gołkowie

Gołków – wieś sołecka w Polsce położona w województwie mazowieckim, w powiecie piaseczyńskim, w gminie Piaseczno.
| SIMC    | Nazwa            | Rodzaj    |
| ------- | ---------------- | --------- |
| 0006304 | Gołków-Cegielnia | część wsi |

## Historia
Wieś szlachecka Gołkowo położona była w drugiej połowie XVI wieku w powiecie tarczyńskim ziemi warszawskiej województwa mazowieckiego. W latach 1975–1998 miejscowość administracyjnie należała do województwa warszawskiego.
Wieś staropolska rodu Gołkowskich. Od ok. 1775 roku właścicielem wsi był bankier Piotr Tepper, a od 1793 roku Tomasz Dangel i jego potomkowie, a następnie od 1825 r. książę Adam Woroniecki. W XIX wieku Gołków należał kolejno do: Antoniego Zalewskiego (1856 r.), Michała Wessla (1862 r.), Racheli z Karęgów Wessel (1864 r.) oraz od 1872 roku – na mocy kontraktu kupna-sprzedaży i zamiany na nieruchomość warszawską – Gustawa Bauerfeinda. Gołków należał do rodziny Bauerfeindów do czasu reformy rolnej z 1944 roku. Zgodnie z ukazem cesarskim z 1867 roku we wsi Gołków ludzie otrzymali grunty na własność. Po tej reformie wieś Gołków składała się z 27 osad.
W 1893 roku sprzedano osadę młynarską w Gołkowie. Młyn wodny na planie z 1848 roku nosił nazwę Zofin. W późniejszym czasie nazywany był Czerwonką, podobnie jak położona po drugiej stronie drogi karczma.
W 1872 roku młynem zarządzała wdowa Karolina Koblewska. Starała się ona o kredyt umożliwiający remont nieczynnego i podupadłego wtedy budynku. Był to budynek murowany, piętrowy. Wdowa planowała uruchomienie młyna w tzw. systemie amerykańskim umożliwiającym redukcję pracy ludzkiej i uzyskanie wyrobów należycie oczyszczonych i podzielonych na różne gatunki.
W 1911 roku wydzielono Cegielnię Gołków jako osobną nieruchomość. Cegielnia w Gołkowie zaznaczona jest już na mapie wojskowej w 1839 roku. W okresie poprzedzającym wybuch I wojny światowej na wyposażenie zakładu składały się m.in.: maszyna parowa o mocy 100 koni, kocioł parowy 80 m³, dwie duże i jedna mała prasa, dwie pary walców, dwie pompy parowe, 9500 ramek do suszenia dachówek, miech i narzędzia kowalskie. W 1901 roku do Cegielni poprowadzono bocznicę od głównej linii kolejki wąskotorowej Warszawa – Góra Kalwaria. Linię wąskotorową z Piaseczna przedłużono do Grójca w okresie od 1911 roku do wiosny 1914 roku. Wówczas w Gołkowie wyznaczono przystanek i zbudowano murowany budynek stacji. Pas gruntu pod budowę stacji wykupiło Towarzystwo Akcyjne Warszawskich Kolei Podjazdowych.
W pobliżu Gołkowa 9–10 lipca 1794 r. miała miejsce bitwa powstania kościuszkowskiego (bitwa pod Gołkowem).
Podczas I wojny światowej był tu cmentarz żołnierzy rosyjskich i niemieckich.
Przez miejscowość przechodzi trasa dawnej Grójeckiej Kolei Dojazdowej, obecnie Piaseczyńskiej Kolei Wąskotorowej.
W wybudowanej na terenie wsi luksusowej willi od marca do grudnia 2019 r. realizowany był reality-show Big Brother.

## Komunikacja
Gołków leży na trasie między Piasecznem a Tarczynem. Dojazd autobusami: 
- ZTM Warszawa
  - linia strefowa 727 z pętli Metro Wilanowska w kierunku Głosków-Szkoła / Antoninów (Cm.Południowy)
  - L-2 oraz L12 z pętli Urząd Miasta w Piasecznie w kierunku Złotokłosu
  - L-5 z pętli Urząd Miasta w Piasecznie w kierunku Bobrowca
- PKS Grójec na trasie Piaseczno - Tarczyn